# Chenolea muricata
Chenolea muricata är en amarantväxtart som först beskrevs av Carl von Linné, och fick sitt nu gällande namn av John Hutchinson och John McEwan Dalziel. Chenolea muricata ingår i släktet Chenolea och familjen amarantväxter. Inga underarter finns listade i Catalogue of Life.